# Korum (Band)
Korum ist eine französische Technical-Death-Metal-Band, die im Jahre 1999 in Paris gegründet wurde.

## Geschichte
Die Band wurde im Jahre 1999 von Boban Tomic (Schlagzeug) und Christophe Nedeler (E-Bass, Gesang) gegründet. Kurze Zeit später stieß Gitarrist Nicolas „Nico“ Coudert zur Band. Zusammen entwickelten sie die ersten Stücke und probten diese zusammen. Zwei Jahre lang suchte man vergebens nach einem geeigneten Sänger, da die Bandmitglieder Nedeler alleine für einen ungeeigneten Sänger hielten. Erst zwei Jahre später fand man mit Olivier Delecroix einen geeigneten Sänger.
Zusammen spielten sie die ersten kleineren Auftritte und veröffentlichten ihr erstes Demo namens Shivering im Jahre 2001, das auf 300 Kopien begrenzt war. Im September 2001 begann die Band mit den Arbeiten zum ersten Album. Das Pariser Label Sekhmet Records wurde auf die Band aufmerksam und nahm die Band unter Vertrag. Im Dezember 2001 nahm die Band im Pariser Le Frigo fünf Tage lang Lieder für das Album auf. Das Album Son of the Breed wurde im April 2002 veröffentlicht. Im Juni desselben Jahres folgte für die Band eine Tour durch Polen. Vom September 2002 bis April 2003 folgten 20 verschiedene Auftritte mit Bands wie Napalm Death, Opeth, The Haunted, Mastodon, Vile, Spawn of Possession und Aborted.
Im Juli 2003 wurde das zweite Album No Dominion aufgenommen und im November veröffentlicht. In den Folgemonaten spielte die Band auf verschiedenen Konzerten, wie im Juni 2004 auf dem Fury Festival und trat zusammen mit Bands wie Slipknot, Killswitch Engage, The Dillinger Escape Plan und Meshuggah auf. Im Jahre 2004 folgten einige Wechsel in der Besetzung, die jedoch nicht lange bestehen blieb und sich im Oktober 2005 schon wieder änderte. Seitdem ist die Besetzung stabil mit Pascal Vigne als Gitarrist, Gaël Fèret als Schlagzeuger und Christophe Nedeler (E-Bass, Gesang).
Im Jahre 2006 veröffentlichten sie ihr drittes Album Ockham’s Razor bei Sekhmet Records.

## Stil
Charakteristisch für die Band ist das extrem tiefe Growling, das hohe technische Spielniveau der Instrumente sowie die Verwendung von Jazzelementen in den Werken. Schnelle und langsame Passagen wechseln sich dabei gegenseitig ab.

## Diskografie
- 2001: Shiverung (Demo, Eigenveröffentlichung)
- 2002: Son of the Breed (Album, Sekhmet Records)
- 2003: No Dominion (Album, Sekhmet Records)
- 2006: Ockham’s Razor (Album, Sekhmet Records)